# 浅野茂太郎
浅野 茂太郎（あさの しげたろう、1943年9月17日 - ）は、日本の実業家。明治ホールディングス代表取締役社長や、同社代表取締役会長、日本乳業協会会長、Jミルク会長等を歴任した。

## 経歴・人物
東京都千代田区神田神保町生まれ。父は国家公務員兼中華料理店経営者。小学校入学前に港区芝大門に引っ越し、麻布中学校・高等学校を経て、1966年学習院大学法学部卒業。中学・高校・大学と柔道部に所属し柔道三段。大学卒業後、明治乳業（現：明治）入社、市川工場配属。労働組合支部長、関西支社初代業務課長、加工食品販売部長、販売企画部長等を経て、1995年取締役人事部長に昇格。1999年専務取締役。2001年代表取締役副社長。
2003年から明治乳業代表取締役社長を務め明治製菓との経営統合にあたった。2008年日本乳業協会会長。2009年明治ホールディングス代表取締役副社長。2011年明治代表取締役社長、明治ホールディングス代表取締役。2012年明治ホールディングス代表取締役社長、日本酪農乳業協会会長。2013年Jミルク会長。2014年明治ホールディングス代表取締役会長。同年旭日重光章受章。2016年明治ホールディングス相談役。2023年食料産業特別貢献大賞受賞。